# Kočani
Kočani (Кочани) es una ciudad de Macedonia del Norte Oriental, con 28 330 habitantes, basado en el mismo municipio. La ciudad se encuentra en Kocani campo es conocido por el arroz y el agua geotérmica.

## Demografía
Kočani municipio tiene 38 092 habitantes de los cuales:
- Macedonios - 35 472 (93,12%)
- Romaní - 1.951 (5,12%)
- Turquía - 315 (0,82%)
- Valacos - 194 (0,50%)
- Otros - 160 (0,35%)

## Geografía
La ciudad se extiende sobre el lado norte del valle Kocani, a lo largo de las orillas del río Kočani, justo donde deja las pistas de montaña y atraviesa el valle. Norte de la ciudad no es la montaña Osogovo (2.252 m / 7.388 pies) y 8 kilómetros (5,0 millas) de distancia al sur del valle está cerrado por la montaña Plačkovica (1.754 m / 5.755 pies). La ciudad es de 350 - 450 m (1,150-1,375 pies) sobre el nivel del mar.

## Clima
La ciudad posee un clima continental, con veranos cálidos e inviernos fríos.

## Ciudades hermanadas
Las ciudades hermanadas con Kočani son las siguientes:
| - Yenifoça, Turquía - Novi Knezevac, Serbia - Szigetszentmiklós, Hungría - Križevci, Croacia - Pereiaslav, Ucrania - Kazanlak, Bulgaria |